# National Semiconductor
 (novembre 2015).
Si vous disposez d'ouvrages ou d'articles de référence ou si vous connaissez des sites web de qualité traitant du thème abordé ici, merci de compléter l'article en donnant les références utiles à sa vérifiabilité et en les liant à la section « Notes et références ».
National Semiconductor est une société internationale qui développe, fabrique et commercialise des puces électroniques (semi-conducteurs). Elle est rachetée par Texas Instruments le 4 avril 2011 pour un montant de 6,5 milliards de dollars américains.
Basée à Santa Clara, en Californie (États-Unis), National Semiconductor est spécialisée dans les composants et sous-ensembles haute performance, à rendement énergétique optimisé.

## Historique de l'entreprise
La société National Semiconductor a été fondée le 27 mai 1959, à Danbury, dans le Connecticut, par plusieurs ingénieurs venus de Sperry Rand Corporation. National a déplacé son siège social à Santa Clara, en Californie, en 1967, l'année où il est mis à contribution par l'ex-leader mondial Texas Instruments comme "seconde source", afin de réaliser des baisses de prix agressives à son tour et redevenir leader mondial des circuits intégrés, un marché dont la valeur a centuplé entre 1962 et 1969, grâce à l'informatique.
Le DTL de la série 930 de Fairchild est devenue le leader de l’industrie des circuits intégrés, entre 1965 et 1967. Sa part du marché commercial émergent des circuits intégrés, grâce la demande émergente des fabricants d’ordinateurs, et à des baisses de prix agressives, est passée de 18% en 1964 à 24% en 1967, tandis que Texas Instruments, qui détenait 32% du marché en 1964 en a deux fois moins trois ans après. Texas Instruments va cependant réagir et récupérer son leadership des circuits intégrés en 1969, en introduisant une nouvelle famille de produits propriétaires dits "TTL", puis une amélioration importante développée en 1969 et livrée en 1970, dite Schottky.
Ventes de circuits intégrés aux Etats-Unis (1962-1974)
| Année | Marchés publics | Informatique | Industrie | Biens de consommation | Montant total |
| 1962  | 100%            | 0            | 0         | 0                     | 4 millions    |
| 1965  | 55%             | 35%          | 9%        | 1%                    | 79 millions   |
| 1969  | 36%             | 44%          | 16%       | 4%                    | 413 millions  |
| 1974  | 20%             | 36%          | 30%       | 15%                   | 1,2 milliard  |

Dans les années 1980, lorsque les entreprises d'électronique américaines choisissent de recourir presque exclusivement aux composants japonais alors plus compétitifs, la National Security Agency, consciente du danger que représentait cette politique pour la souveraineté nationale, décide de fabriquer elle-même, avec l'aide de National Semiconductor, les composants nécessaires à ses propres ordinateurs.
Au cours des années, National a acquis plusieurs entreprises, comme Fairchild Semiconductor (en 1987), et Cyrix (en 1997).
Néanmoins, actuellement, National s'est séparé de ces entreprises pour se concentrer sur la technologie analogique. Fairchild Semiconductor est redevenue une société indépendante en 1997, et la division des microprocesseurs Cyrix a été cédée à la société taïwanaise VIA Technologies, en 1999. La division systèmes d'information (Information Appliance Division) de National a été vendue à AMD en 2002. D'autres activités (principalement numériques) comme les chipsets sans-fil, les capteurs d'images ou les chipsets E/S pour PC, ont été fermées ou cédées, alors que National se positionnait comme une entreprise de semi-conducteurs analogiques.

## Implantations dans le monde
Les sites de production National sont situés aux États-Unis (à Arlington, au Texas et à South Portland, dans le Maine), en Europe (Greenock, en Écosse) et en Asie (Melaka, en Malaisie et Suzhou, en Chine).